# Doin’ Time
Doin’ Time – singiel Lany Del Rey z  albumu Norman Fucking Rockwell, który ukazał się 30 sierpnia 2019 roku.

## Geneza
Utwór został upubliczniony w Internecie 17 maja 2019.
Artystka 7 maja 2019 dodała na swoje konto na Instagramie krótki filmik z dopiskiem „coming soon”, który był zapowiedzią coveru piosenki zespołu Sublime o takim samym tytule z 1994 roku.

## Certyfikaty i sprzedaż
| Kraj                     | Certyfikat      | Sprzedaż   |
| ------------------------ | --------------- | ---------- |
| Kanada (MC)              | złota płyta     | 40 000+    |
| Polska (ZPAV)            | platynowa płyta | 50 000+    |
| Portugalia (AFP)         | złota płyta     | 5 000+     |
| Stany Zjednoczone (RIAA) | platynowa płyta | 1 000 000+ |
| Wielka Brytania (BPI)    | złota płyta     | 400 000+   |